# Halvesbostel
Halvesbostel ist eine Gemeinde im Landkreis Harburg in Niedersachsen.

## Geografie
Halvesbostel liegt nördlich des Naturparks Lüneburger Heide. Die Gemeinde gehört der Samtgemeinde Hollenstedt an, die ihren Verwaltungssitz in der Gemeinde Hollenstedt hat.

### Gemeindegliederung
Zur Gemeinde Halvesbostel gehören die Orte Holvede und Halvesbostel.

## Geschichte
1564 wurde der Ortsname erstmals urkundlich erwähnt.

## Politik

### Gemeinderat
Der Gemeinderat aus Halvesbostel setzt sich aus neun Ratsfrauen und Ratsherren zusammen. Die Ratsmitglieder werden durch eine Kommunalwahl für jeweils fünf Jahre gewählt.
Die vergangenen Gemeinderatswahlen ergaben folgende Sitzverteilungen:
| Wahljahr | WGH                                                             | Gesamt  |
| 2021     | 9                                                               | 9 Sitze |
| 2011     | 9                                                               | 9 Sitze |
|          | __________________________ WGH: Wählergemeinschaft Halvesbostel |         |

(Stand: Kommunalwahl am 12. September 2021)

### Bürgermeister
Der ehrenamtliche Bürgermeister Jürgen Ravens wurde erstmals am 11. September 2011 gewählt.

### Wappen
Blasonierung: Schild schräglinks geteilt. Oben in Grün ein Sumpf-Porststrauch mit sechs roten Blättern, einem roten Stängel und fünf silbernen Blüten mit goldenen Staubgefäßen. Unten in Gold eine schwarze Damhirsch-Schaufel.

## Wirtschaft und Infrastruktur

### Verkehr
- Die Autobahn A 1 grenzt südlich an das Gemeindegebiet an.